# Ecoduct Maashorst
Ecoduct Maashorst is een ecoduct over de Nederlandse provinciale weg 324 tussen Heesch en Schaijk. Het ecoduct verbindt het natuurgebied de Maashorst met de ecologische verbindingszone 't Mun. Via de ecologische verbindingszone 't Mun en ecoduct Herperduin staat de Maashorst in verbinding met de Herpse Bossen. De opdracht voor de bouw is afkomstig van de provincie Noord-Brabant gebouwd en het geheel is op 8 januari 2014 geopend. Bij dit ecoduct is ook een fiets- en voetpad over de provinciale weg aangelegd.
Het ecoduct maakt deel uit van het programma om de natuurgebieden in noordoost Noord-Brabant met elkaar te verbinden. Naast ecoduct Maashorst zijn ook ecoduct Leenderbos, ecoduct Groote Heide en ecoduct Herperduin met dit programma gerealiseerd, wat tezamen 9,9 miljoen euro heeft gekost. De naam voor de ecoduct is afkomstig van het natuurgebied Maashorst dat ten zuiden van de provinciale weg 324 gelegen is.